# Palazzo in Via Santi Apostoli 3
Der Palazzo in Via Santi Apostoli 3 ist ein Palast aus dem 18. Jahrhundert im Viertel San Lorenzo von Neapel in der italienischen Region Kampanien. Er liegt in der Via Santi Apostoli, 3.

## Geschichte
Dieses Gebäude wurde nach 1780 von einem unbekannten Architekten für einen unbekannten Auftraggeber errichtet. Es entstand an der Stelle eines früheren Gebäudes und hat einen großen, rechteckigen Innenhof zum Decumano Superiore. Man kann ein Gebäude an dieser Stelle sowohl in der Stadtansicht von Antonio Lafreri (1566), als auch in der von Alessandro Baratta (1629) und der Karte des Duca di Noja (1775) sehen.

## Beschreibung
Der Palast zeigt eine im Kontext des historischen Stadtkerns Neapels besondere architektonische Form. Es handelt sich um ein  großes, bürgerlichen Mietshaus ante literam, das sein großes räumliches Potential ausschöpft.
Der Teil zur Via Santi Apostoli hin besteht aus einem niedrigen Baukörper mit Ladengeschäften im Erdgeschoss und einem Geschoss mit Wohnungen, in dessen Mitte das hohe Portal, ganz in Piperno, hervorsticht, genau wie das am Palazzo Sant’Arpino. Es besteht aus einem Rundbogen, umfasst von glattem Bossenwerk, das mit dem großen Mittelbalkon durch drei Voluten verbunden ist. Durch das Portal gelangt man in den Eingangsraum mit Tonnengewölbedecke und von dort aus weiter in den großen, rechteckigen Innenhof. Dieser ist von einer breiten Terrasse umgeben, von der aus man in die Räume des Piano nobile gelangt, das über dem niedrigen Baukörper liegt, der oben erwähnt ist.
Der große Baukörper, der den eigentlichen Palast bildet und sich über weitere vier Stockwerke erhebt, entfaltet sich ausgehend von den Seitenwänden des Innenhofes, an dessen zentraler Wand sich die Freitreppe befindet, die auf das Eingangsportal ausgerichtet ist und auf mehreren Ebenen zusätzliche kleinere Terrassen von entweder viereckiger oder rechteckiger Form aufweist.
Heute ist der Palast ein privates Mietshaus in hervorragendem Erhaltungszustand.